# أرطغرل أرسلان
أرطغرل أرسلان (بالتركية: Ertuğrul Arslan)‏ (26 يناير 1980 بسيواس في تركيا - ) هو لاعب كرة قدم تركي في مركز الوسط. لعب مع أنطاليا سبور وبورصا سبور وسيفاسبور وقونيا سبور وقيصري إيرسيسبور وكايسري سبور ومعمورة العزيز سبور ونادي جوزتيبي وبالق أسير سبور وKörfez SK ‏.

## وصلات خارجية
- أرطغرل أرسلان على موقع اتحاد تركيا (لاعب) (الإنجليزية)
- أرطغرل أرسلان على موقع قاعدة بيانات كرة القدم.إي يو (الإنجليزية)
- أرطغرل أرسلان على موقع Soccerway.com (الإنجليزية)
- أرطغرل أرسلان على موقع عالم كرة القدم.نت (الإنجليزية)
- أرطغرل أرسلان على موقع AS.com (الإسبانية)